# ジョナサン・パペルボン
ジョナサン・ロバート・パペルボン（Jonathan Robert Papelbon, 1980年11月23日 - ）は、アメリカ合衆国ルイジアナ州バトンルージュ出身の元プロ野球選手（投手）。右投右打。　
現役時代は2006年から2011年にかけて、ボストン・レッドソックスの抑え投手として活躍し、2007年のワールドシリーズ優勝に貢献した。通算368セーブを記録した。

## 経歴

### プロ入り前
ルイジアナ州バトンルージュで生まれ、信託銀行で勤務する母の転勤のため10歳のときにフロリダ州ジャクソンビルへ移住。市内のビショップ・ケニー高校に進学し野球部に入部する。コーチはパペルボンを投手として起用したがったが、毎日試合に出たいという本人の希望で主に一塁手として出場させていた。パペルボン曰く、たまに敗戦処理としてマウンドに立つこともあったそうだが「高校時代は13イニングしか投げてないんじゃないかな」。強打を買われてミシシッピ州立大学へ進学する。
大学のコーチ陣にやはり投手としての素質を見出され、一塁手から投手へ転向。「誰みたいな投手になりたいんだ俺は? …間違いなくロジャー（クレメンス）だ」と、自問自答の末にクレメンスを目標にして投手としてのキャリアを本格的にスタートさせる。ヘッドコーチのロン・ポークによると「ここに来たときの彼は本当に痩せていた。それがどんどん大きく、逞しくなり、自信を持ち、それにつれて速球も変化球も良くなっていった」という。
2002年には救援投手として22試合、40イニングで45奪三振、防御率2.94を記録。同年のMLBドラフトでオークランド・アスレチックスから40巡目（全体1208位）で指名されたが、契約には至らなかった。
2003年は25試合47.1イニングで54奪三振、防御率2.28という成績を記録した。

### プロ入りとレッドソックス時代
2003年のMLBドラフトでボストン・レッドソックスから4巡目（全体114位）指名され入団する。当初は先発投手として育成された。
2005年7月31日のミネソタ・ツインズ戦に先発登板してメジャーデビュー。さらに2試合に先発登板した後は、主に中継ぎで登板した。この年レッドソックスの抑えだったキース・フォークは15セーブ、防御率5.91と不調で、7月に膝を手術していた。
2006年は「フォークが万全の状態で抑えに復帰するまでの暫定措置」としてパペルボンを抑えに指名した。パペルボンは開幕3戦目のテキサス・レンジャーズ戦で抑えとして初登板し初セーブを挙げると、その後14試合連続無失点・20試合連続セーブを記録した。月間最優秀新人と月間最優秀救援を4月に同時受賞。夏にはオールスターゲームにも出場するなど新人離れした活躍を見せ、9月1日のブルージェイズ戦で右肩痛で戦線離脱したものの、59試合に登板で防御率0.92、4勝2敗35セーブを記録し、新人王投票ではジャスティン・バーランダーに次ぐ2位となった。
前年の右肩痛の原因は肩関節の亜脱臼だった。チームドクターからはクローザーで投げ続けると肩に負担がかかる投げ方をしていると指摘され、レッドソックスはパペルボンを2007年は先発ローテーション入りさせることに一旦は決めた。チームはパペルボンに、ジョシュ・ベケットや松坂大輔とともに「これから全盛期を迎える1980年生まれの先発投手」として以降数年間ローテーションを担うことを期待していた。しかしスプリング・トレーニング期間中、パペルボンは「キャンプ中、睡眠不足になるくらい悩んだ。試合を締めくくりたいという気持ちを抑えることができなくなった」として抑え復帰を希望する意向を示した。
当時のGMであるセオ・エプスタインは当初反対したが、パペルボンの意思が固いことを知り、エプスタインはテリー・フランコーナと相談し、「3連投はしない」「球数が多かったときや1イニング以上投げたときは、翌日投げさせない」というルールを作り、2007年も抑えとしてシーズンを迎えた。37セーブ（リーグ6位）、防御率1.85（10セーブ以上記録した投手ではリーグ2位）を記録。オールスターには2年連続で選出され、リーグチャンピオンシップシリーズ、ワールドシリーズではともに最終戦の勝利の瞬間はマウンドにいたが、両方とも勝った瞬間はグローブを高々と空にあげて喜びを爆発させていた。また、ファン投票の年間最優秀救援投手にも選ばれた。
2008年シーズン最後の登板となった9月28日のヤンキース戦で3失点（自責点3）のため防御率が2点台でシーズンを終えたが、自己最多の41セーブ（リーグ3位）を記録し、球団史上初の3年連続30セーブを達成した。シーズン終了後、年俸調停権を得たパペルボンは、2009年の年俸として625万ドルの契約に合意。これは調停権取得初年度の抑え投手としてはボビー・ジェンクスの565万ドルを上回るMLB歴代最高額の契約となった。
2009年開幕前の3月に開催された第2回ワールド・ベースボール・クラシック（WBC）では「偉大なチームの一員としてプレーしたい気持ちはあった。でも自分には、もっと必要なことがあると感じたんだ」として出場を望んでいたが、娘が誕生したことや1年契約であることを理由に辞退している。シーズンでは7月1日のオリオールズ戦でボブ・スタンリーの132セーブの通算球団セーブを更新。ロサンゼルス・エンゼルス・オブ・アナハイムとのディビジョンシリーズでは第3戦で1イニングを投げ、3失点（自責点3）で負け投手となった。ポストシーズンでの連続無失点が26イニングで途切れ、チームはリーグチャンピオンシップシリーズ進出はならなかった。
2011年オフにFAとなった。

### フィリーズ時代

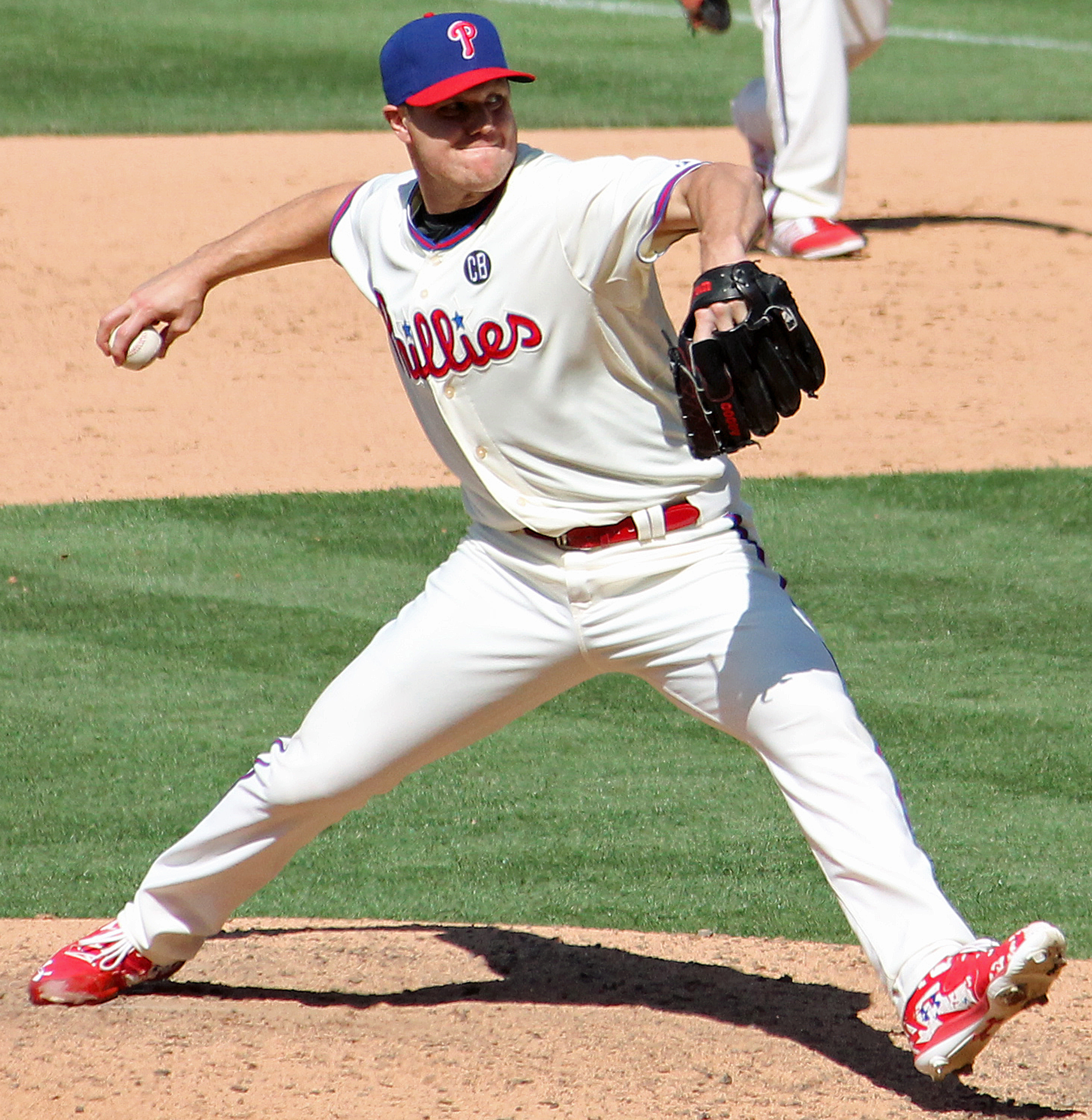
フィラデルフィア・フィリーズ時代
（2014年6月1日）

2011年オフにフィラデルフィア・フィリーズと4年総額5000万ドル（延長オプションあり）の契約を結んだ。
2014年6月10日に史上26人目となる通算300セーブを達成した。
2015年は37試合に登板し、6年ぶりの防御率1点台となる1.59、2勝1敗17セーブという好成績を記録した。

### ナショナルズ時代
2015年7月28日にニック・ピベッタとのトレードで、金銭と共にワシントン・ナショナルズへ移籍した。

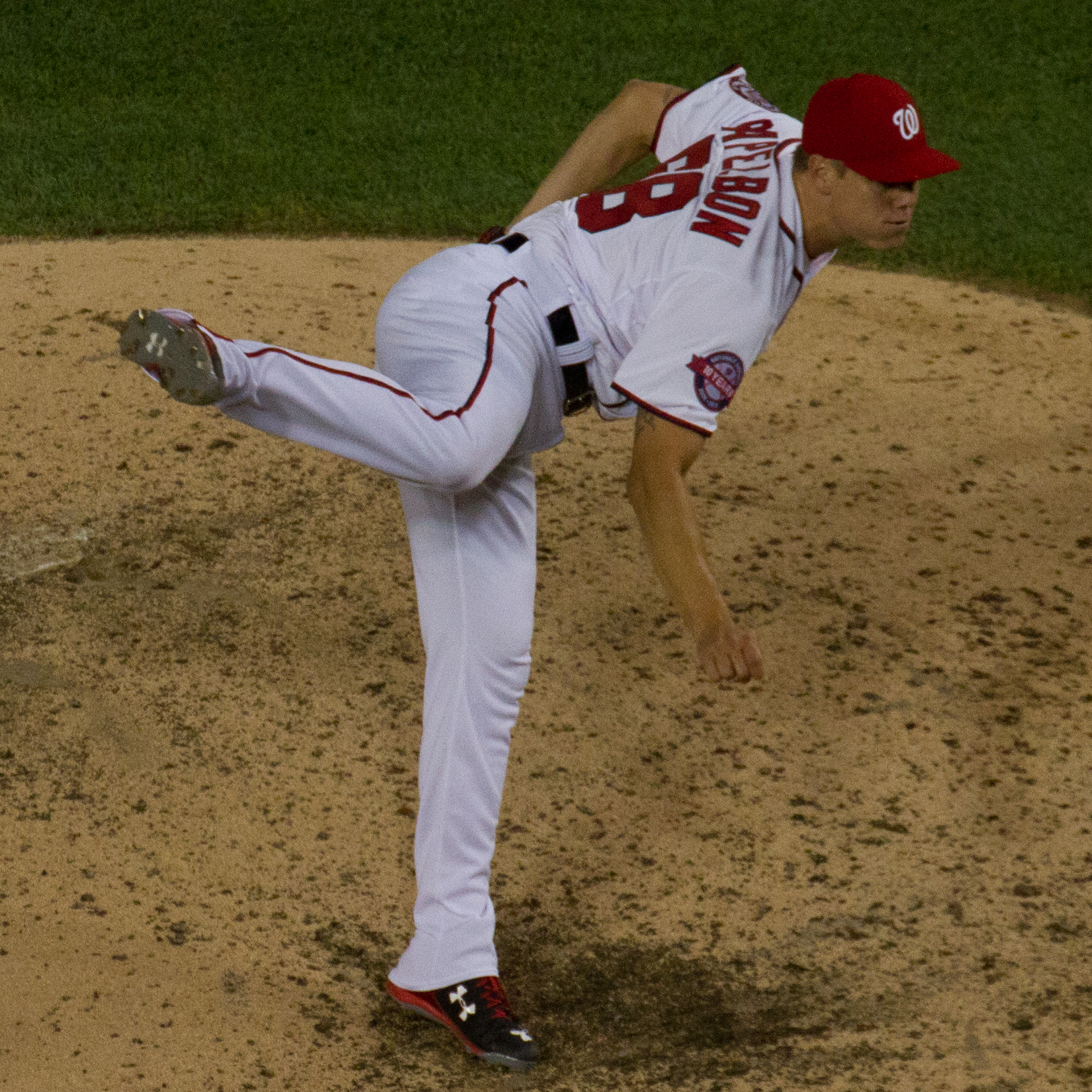
ワシントン・ナショナルズ時代
（2015年8月3日）

移籍後は9月23日のボルチモア・オリオールズ戦で、故意にマニー・マチャドの頭部にビーンボールを投げたとして退場処分を受け、MLBから25日から3試合の出場停止処分を受けた。パペルボンは異議申し立てをしたためこの処分は保留された。9月27日のフィラデルフィア・フィリーズ戦でブライス・ハーパーとベンチで口論の末乱闘となり、チームはパペルボンに対して異議申し立てを取り下げさせたうえでさらに今シーズン終了まで4試合の出場停止の処分を下した。なお、ナショナルズ加入後は22試合に投げたが、防御率は悪化し3.04だった。通年では、2006年から10年連続59試合以上となる59試合ちょうどに投げ、防御率2.13、4勝3敗24セーブという成績だった。
2016年8月13日に防御率4.37と不振に陥り、チームがMLBロースター枠を空ける都合もあって、自由契約となった。

## 選手としての特徴
| 球種         | 配分 % | 平均球速 mph (km/h) | 水平運動 in | 鉛直運動 in |
| ------------ | ------ | ------------------- | ----------- | ----------- |
| フォーシーム | 82     | 96 (154)            | -7.8        | 8.8         |
| スプリット   | 11     | 90 (145)            | -7.9        | 3.0         |
| スライダー   | 7      | 87 (140)            | -0.5        | 4.6         |

フォーシーム、スプリッター、ツーシーム、スライダーの4球種を持ち球とする。2007年までは速球とスプリッターの2球種を駆使していた "Two-pitch Closer" だったが、2008年・春になって新たにスライダーを習得した。
ツーシームは、2007年の先発投手時代に投げていたもので、クローザーに転向してからは、ジェイソン・バリテックが「ジョナサンの場合、多少、コントロールミスをしても空振りさせられる球威がある」と評した、伸びのあるフォーシームを投げるようになった。その球速は97mph（約156.1km/h）に達し、沈む変化をほとんど見せないために打者にとっては浮き上がってくるように見える。高橋直樹によれば、これはパペルボンがボールを投げる際に、リリースポイントが「踏み出した左足のスパイクの上」という打者に近い位置にあることから、打者からはそのように見えるのだという。
この浮き上がる速球があることで、落ちる球であるスプリッターは打者に対していっそう効果的な球種となる。ケビン・ミラーはこのスプリッターをリーグ最高だと高く評価した。スライダーは本人によれば「相手打者のバランスを崩し、狙い球を絞らせない」ために投げる。速球を軸にスプリッターやスライダーを組み合わせた投球で、2006年から2008年までの3年間でパペルボンの奪三振率は10.83と高い数値を収めている。また、その3年間では与四球率も1.65と好成績を残しているが、パペルボンの制球の良さは高橋によると、投球フォームのバランスがよく、途中で体幹に捻りを加えることで腕に余計な力が入ることを防ぎ、しなやかに腕を振ることができるのが一因だという。
2012年、2013年には、ほとんど投げなくなっていたツーシーム主体の投球スタイルに変更。この頃には、著しく球速が低下し始めている。2014年からは再びツーシームの頻度は少なくなったが、2016年も4球種目として使用している。また、最速約156.1km/h、平均152km/hを計測していた速球は、2016年現在、平均146km/hにまで落ち込んだ。
通算では奪三振率が10.0、与四球率が2.3、K/BBが4.4。

## 詳細情報

### 年度別投手成績
| 年 度     | 球 団     | 登 板 | 先 発 | 完 投 | 完 封 | 無 四 球 | 勝 利 | 敗 戦 | セ 丨 ブ | ホ 丨 ル ド | 勝 率 | 打 者 | 投 球 回 | 被 安 打 | 被 本 塁 打 | 与 四 球 | 敬 遠 | 与 死 球 | 奪 三 振 | 暴 投 | ボ 丨 ク | 失 点 | 自 責 点 | 防 御 率 | W H I P |
| --------- | --------- | ----- | ----- | ----- | ----- | -------- | ----- | ----- | -------- | ----------- | ----- | ----- | -------- | -------- | ----------- | -------- | ----- | -------- | -------- | ----- | -------- | ----- | -------- | -------- | ------- |
| 2005      | BOS       | 17    | 3     | 0     | 0     | 0        | 3     | 1     | 0        | 4           | .750  | 148   | 34.0     | 33       | 4           | 17       | 2     | 3        | 34       | 1     | 0        | 11    | 10       | 2.65     | 1.47    |
| 2006      | BOS       | 59    | 0     | 0     | 0     | 0        | 4     | 2     | 35       | 1           | .667  | 257   | 68.1     | 40       | 3           | 13       | 2     | 1        | 75       | 2     | 0        | 8     | 7        | 0.92     | 0.78    |
| 2007      | BOS       | 59    | 0     | 0     | 0     | 0        | 1     | 3     | 37       | 2           | .250  | 224   | 58.1     | 30       | 5           | 15       | 0     | 4        | 84       | 0     | 0        | 12    | 12       | 1.85     | 0.77    |
| 2008      | BOS       | 67    | 0     | 0     | 0     | 0        | 5     | 4     | 41       | 0           | .556  | 273   | 69.1     | 58       | 4           | 8        | 0     | 0        | 77       | 2     | 0        | 24    | 18       | 2.34     | 0.95    |
| 2009      | BOS       | 66    | 0     | 0     | 0     | 0        | 1     | 1     | 38       | 0           | .500  | 285   | 68.0     | 54       | 5           | 24       | 1     | 4        | 76       | 0     | 0        | 15    | 14       | 1.85     | 1.15    |
| 2010      | BOS       | 65    | 0     | 0     | 0     | 0        | 5     | 7     | 37       | 0           | .417  | 287   | 67.0     | 57       | 7           | 28       | 4     | 2        | 76       | 4     | 0        | 34    | 29       | 3.90     | 1.27    |
| 2011      | BOS       | 63    | 0     | 0     | 0     | 0        | 4     | 1     | 31       | 0           | .800  | 255   | 64.1     | 50       | 3           | 10       | 1     | 3        | 87       | 1     | 0        | 22    | 21       | 2.94     | 0.93    |
| 2012      | PHI       | 70    | 0     | 0     | 0     | 0        | 5     | 6     | 38       | 0           | .455  | 284   | 70.0     | 56       | 8           | 18       | 1     | 4        | 92       | 0     | 0        | 22    | 19       | 2.44     | 1.06    |
| 2013      | PHI       | 61    | 0     | 0     | 0     | 0        | 5     | 1     | 29       | 0           | .833  | 254   | 61.2     | 59       | 6           | 11       | 1     | 1        | 57       | 2     | 0        | 23    | 20       | 2.92     | 1.14    |
| 2014      | PHI       | 66    | 0     | 0     | 0     | 0        | 2     | 3     | 39       | 0           | .400  | 259   | 66.1     | 45       | 2           | 15       | 1     | 5        | 63       | 1     | 0        | 15    | 15       | 2.04     | 0.91    |
| 2015      | PHI       | 37    | 0     | 0     | 0     | 0        | 2     | 1     | 17       | 0           | .667  | 161   | 39.2     | 31       | 3           | 8        | 1     | 4        | 40       | 0     | 0        | 9     | 7        | 1.59     | 0.98    |
| 2015      | WSH       | 22    | 0     | 0     | 0     | 0        | 2     | 2     | 7        | 0           | .500  | 99    | 23.2     | 22       | 4           | 4        | 1     | 3        | 16       | 0     | 1        | 13    | 8        | 3.04     | 1.10    |
| '15計     | WSH       | 59    | 0     | 0     | 0     | 0        | 4     | 3     | 24       | 0           | .571  | 260   | 63.1     | 53       | 7           | 12       | 2     | 7        | 56       | 0     | 1        | 22    | 15       | 2.13     | 1.03    |
| 2016      | WSH       | 37    | 0     | 0     | 0     | 0        | 2     | 4     | 19       | 1           | .333  | 152   | 35.0     | 37       | 3           | 14       | 3     | 0        | 31       | 1     | 0        | 18    | 17       | 4.37     | 1.46    |
| MLB：12年 | MLB：12年 | 689   | 3     | 0     | 0     | 0        | 41    | 36    | 368      | 8           | .532  | 2938  | 725.2    | 572      | 57          | 185      | 18    | 34       | 808      | 14    | 1        | 226   | 197      | 2.44     | 1.04    |

### 年度別守備成績
| 年 度 | 球 団 | 投手（P） | 投手（P） | 投手（P） | 投手（P） | 投手（P） | 投手（P） |
| 年 度 | 球 団 | 試 合     | 刺 殺     | 補 殺     | 失 策     | 併 殺     | 守 備 率  |
| ----- | ----- | --------- | --------- | --------- | --------- | --------- | --------- |

### 表彰
- 最優秀救援投手賞：1回（2007年）
- ベーブ・ルース賞：1回（2007年）
- ルーキー・オブ・ザ・マンス：1回（2006年4月）
- DHL デリバリーマン・オブ・ザ・マンス：2回（2006年4月、2012年4月）

### 記録
- MLBオールスターゲーム選出：6回（2006年 - 2009年、2012年、2015年）
- 通算セーブ：368（歴代11位、2024年シーズン終了時）※レッドソックスでの219セーブは球団記録
- 継投によるノーヒットノーラン：1回（2014年9月1日）
- ワールドシリーズ優勝：1回（2007年）

### 背番号
- 58（2005年 - 2016年）